# Manuel Sáez

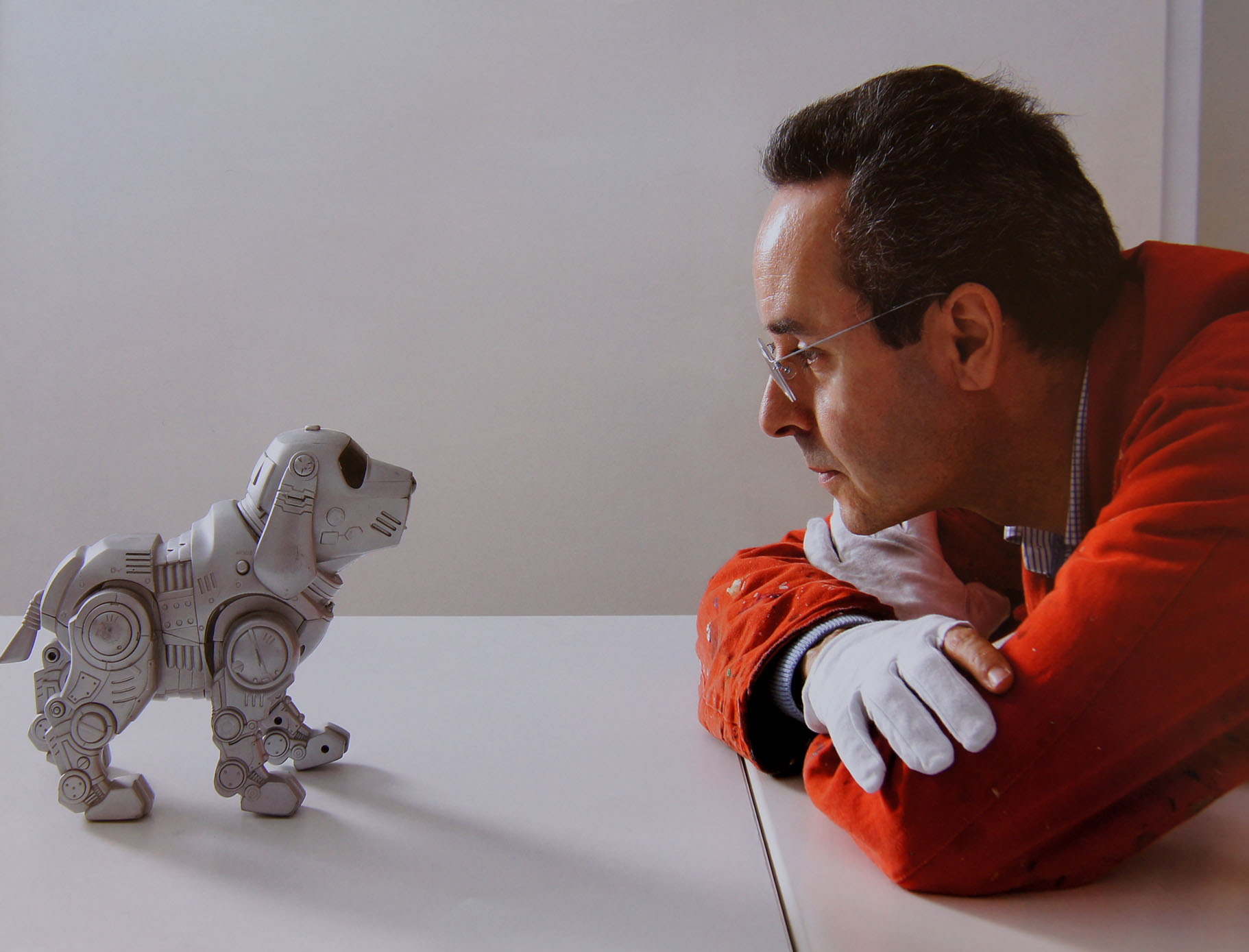
Porträt von Manuel Sáez

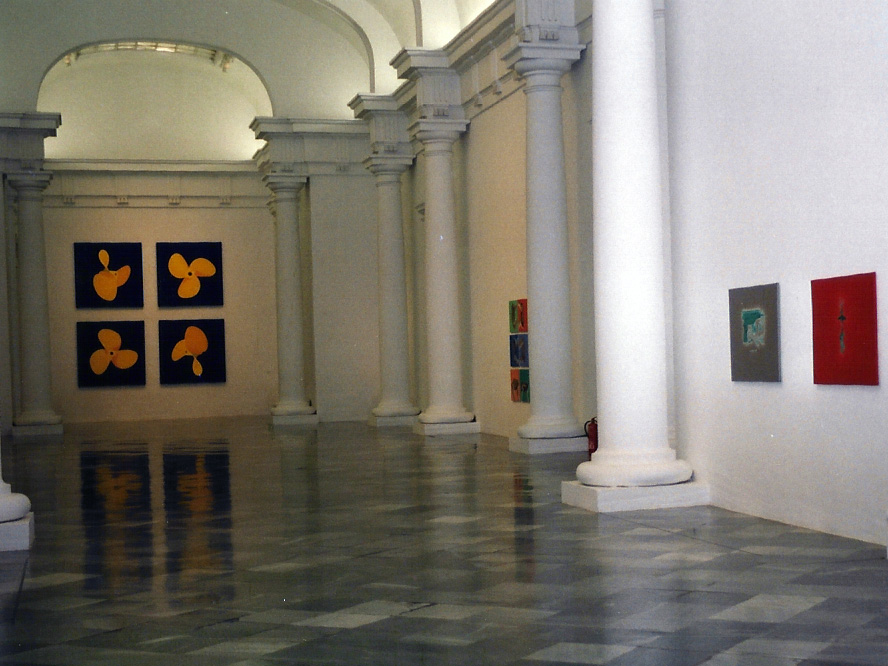
Ausstellung von Manuel Sáez im IVAM

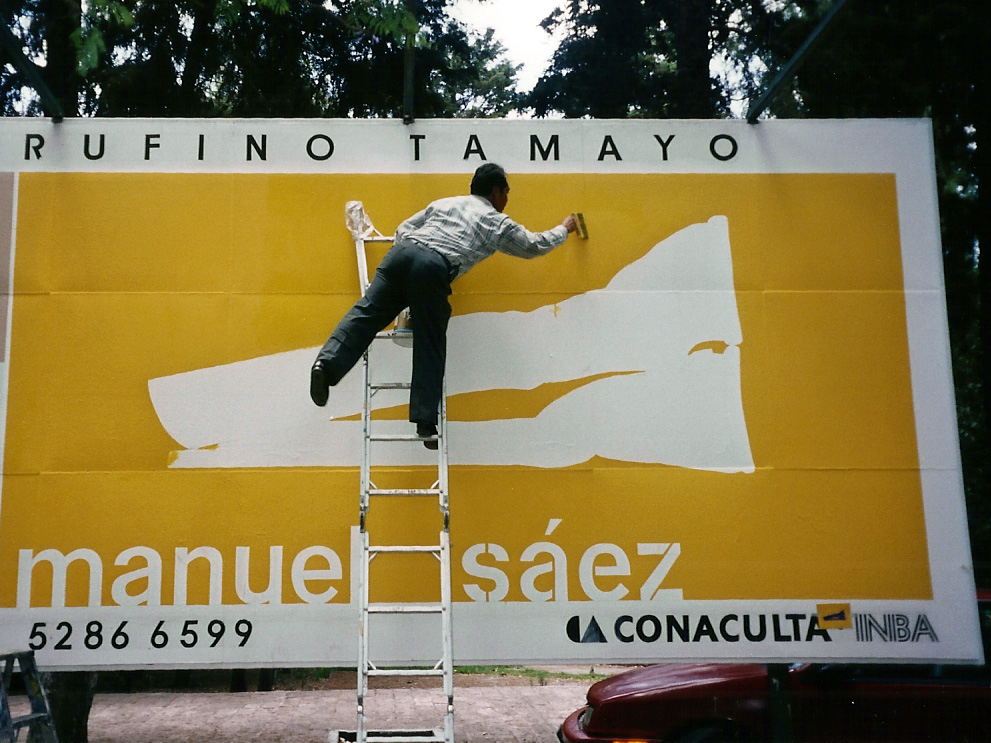
Plakat von Manuel Sáez, Museo Rufino Tamayo in Mexiko

Manuel Sáez (* 1961 in Castellón) ist ein spanischer plastischer Künstler und zählt zur Künstlergeneration der 1980er. Seit 1984 lebt und arbeitet er in Valencia.

## Leben
Sáez zählt zu den bedeutendsten Künstlern rund um den Jahrhundertwechsel und laut der Enciclopedia Universal Ilustrada Europeo-Americana geht Manuel Sáez auf eine sinnliche und psychologische Weise an die Welt der Objekte und des Porträts heran.
In den 1980er Jahren arbeitete er in Barcelona, Valencia und Madrid. Während dieser Zeit untersuchte der Künstler das spielerische Bild der Malerei und dessen Geschichte mit Hilfe der makellosen Sprache der Comics, der Medien und der Kunstgeschichte.
Dieser Epoche entsprechen die Serien Calvos, Bodegones, Árboles, Aviones und Arquitecturas. 1990 residierte er in Rom als Stipendiat der Academia de España en Roma und vollbrachte eine Serie von Porträts unter dem Titel Biografía no autorizada. 1992 erschuf er die Serie Dioptrias und 1993 die Aquiles. 1995 zog er um in die Dominikanische Republik. Er malte Zeichnungen und Aquarelle von Objekten aus der tropischen Landschaft, die er ein Jahr später in der Universitat de València ausstellte. Seit 2004 konzentriert sich seine Arbeit immer mehr auf das Studium der makellosen Zeichnung sowie der Porträtserie, an der er seit 1990 arbeitet.
Manuel Sáez hat sowohl in Spanien als auch im Ausland ausgestellt. Zudem hat er unterschiedliche Interventionen im öffentlichen Raum durchgeführt, darunter das riesige Keramikmosaik von 1884 m² für die Agora der Universität Castellón.
Sein Werk wurde sowohl in Museen als auch in öffentlichen Einrichtungen ausgestellt. 1996 fand seine erste Retrospektive statt, Colección Exclusiva 1984–1995, in Valencia im Club Diario Levante, Círculo de Bellas Artes de Madrid, in der Sala Verónicas in Murcia, in der Diputación de Castellón und im Brocense in Cáceres. Es folgten Einzel- und Gruppenausstellungen wie 1991 in der Fundació La Caixa in Valencia, 1996 im Centro Atlántico de Arte Moderno (CAAM) in Las Palmas de Gran Canaria, 2000 im Museo Rufino Tamayo in Ciudad de México, 2000 im Institut Valencià d’Art Modern in Valencia, 1999 im Museum für moderne und zeitgenössische Kunst (Museo de Arte Contemporáneo) in Montevideo, 2003 in den Atarazanas in Valencia und 2008 in der Sala Parpalló in Valencia.
In seiner Karriere hat er bereits zahlreiche Preise und Stipendien erhalten, darunter treten hervor der Premio Icaro, Grupo 16, Madrid, 1990, das Stipendium Creación Artística Banesto, 1989, el salón de Otoño de Sagunto, 1983 und das Stipendium der Academia Española de Bellas Artes de Roma 1990.

## Werke und Projekte
Sáez hat eine persönliche Ästhetik entwickelt, gekennzeichnet durch eine makellose Zeichnung, mit der er die Welt der Farben, der Gestalt, der Natur und der Objekte einer ständigen Untersuchung unterzieht. Sein Werk zeichnet eine Poetik aus, die den Alltag und das Intime ausdrückt. Über ihn haben Künstler und Kritiker geschrieben wie Quico Rivas, Victoria Combalia, Katia Carcia-Antón, William Jeffett, Guillermo Pérez Villalta, Kenny Scharf, Juan Manuel Bonet, Nicolás Sanchez Durá, Salvador Albiñana, Teresa Blanch, Aurora Gracía, Nuria Enguita und Omar Calabrese.

### Porträtserie und Illustrationen

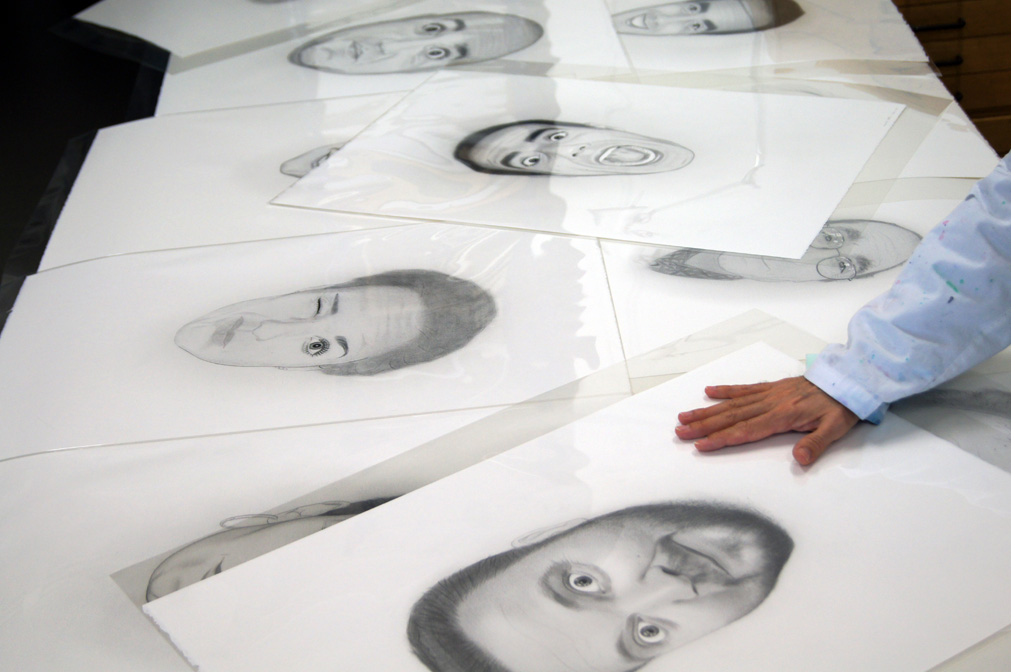
Porträts von Manuel Sáez

1990 begann er in der spanischen Kunstakademie in Rom mit der Porträtserie, an der er weiterhin arbeitet. Vertreten werden Persönlichkeiten unterschiedlicher Disziplinen Francisco Brines, Vicente Gallego, Carlos Marzal, Albert Oehlen, Antoni Miralda, Andreu Alfaro, Jordi Teixidor, Carmen Alborch, Carmen Calvo Sáenz de Tejada, Carlos Pazos, José Maria Sicilia, Juanjo Estellés, Fabrizio Zilibotti, Ana de Miguel oder Rosa Ulpiano.
Zu seinen herausragenden Buchillustrationen zählen u. a. diejenigen für das Gedichtband Ánima Mía von Carlos Marzal im Jahre 2009 und für die Geschichte Bernardo Atxaga für die Zeitschrift Ronda Iberia im Jahre 1994.

### Agora Mosaik der Universität Jaume I de Castellón

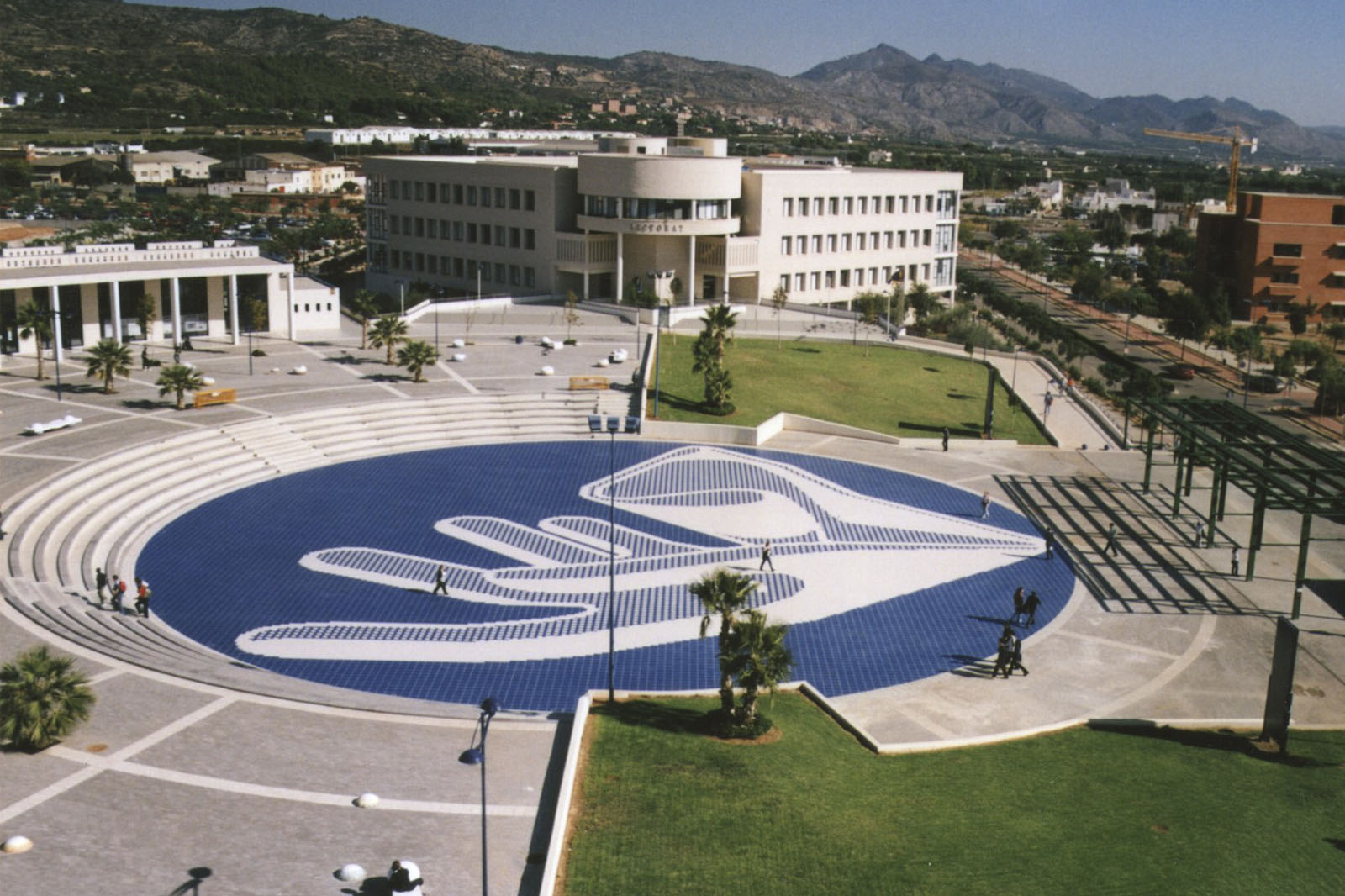
Agora-Mosaik der Universität Jaume I in Castellón

2003 realisierte er ein Mosaik von 1848 m² aus 13.046 Einzelteilen zu 33 × 33 cm und 14.884 Einzelteilen zu 16,25 × 16,25 cm in weiß und blau aus Porzellansandstein für den Agora der Universität Jaume I. Das Bild stellt einen weißen Handschuh dar und symbolisiert Wissen.

## Werke in Museen und öffentlichen Sammlungen
- Academia Española de Bellas Artes, Rom.
- Fundación Telefónica, Madrid.[16]
- Banco de España, Madrid.
- Fundación Argentaria, Madrid.
- Fundanció “La Caixa”, Barcelona.
- Museo de Bellas Artes de Castellón.
- Ayuntamiento de Castellón.
- Museo de Arte Contemporáneo de Villafamés.
- Bancaja, Valencia.
- Colección Renfe, Valencia.
- Generalitat Valenciana.
- Caja Postal, Madrid.
- Instituto Valenciano de Arte Moderno, IVAM, Valencia.
- Banco Español de Crédito, Madrid.
- Ministerio de Asuntos Exteriores, Madrid.
- Fundación Coca-Cola, Madrid.
- Universitat de València.
- Fundación Prosegur, Madrid.
- Cortes Valencianas, Valencia.
- Colegio de Arquitectos de Castellón.
- Biblioteca Nacional, Madrid.
- Universitat Jaume I, Castellón.
- Museo de Bellas Artes San Pio V, Valencia.
- Diputación de Valencia.